# 알렉산드르 폴랴코프 (물리학자)
알렉산드르 마르코비치 폴랴코프(러시아어: Алекса́ндр Ма́ркович Поляко́в, 영어: Alexander Markovich Polyakov, 1945년 9월 27일 ~ )는 양자장론과 끈 이론에 큰 공헌을 한 이론물리학자이다.

## 업적
폴랴코프는 양-밀스 이론에서 엇호프트-폴랴코프 자기 홀극이라고 불리는 자기 홀극이 존재함을 증명하였다.
1981년에는 오늘날 폴랴코프 작용이라고 불리는 작용을 사용하여 끈 이론의 섭동 이론을 정의할 수 있음을 보였다.
1984년에는 등각 장론의 시초라고 할 수 있는 논문을 알렉산드르 자몰롯치코프와 알렉산드르 벨라빈(Алекса́ндр Абрамо́вич Бела́вин)와 같이 발표하였다.

## 같이 보기
- 폴랴코프 작용
- 엇호프트-폴랴코프 자기 홀극
- 리우빌 장론
- AdS/CFT 대응성